# Achryson maculipenne
Achryson maculipenne es una especie de escarabajo longicornio de la subfamilia Cerambycinae, tribu Achrysonini. Fue descrita científicamente por Lacordaire en 1963.
Se distribuye por Argentina, Bolivia, Brasil y Paraguay. Mide aproximadamente 8-15 milímetros de longitud. El período de vuelo de esta especie ocurre en los meses de enero, junio, agosto, septiembre, octubre, noviembre y diciembre.